# Hedy (Gemmenschneider)
Hedy (griechisch Ήδύ) ist vermutlich der Name oder das Pseudonym eines neuzeitlichen Gemmenschneiders.
Die Signatur Hedy (ΗΕΔΥ) findet sich einzig auf einem heute verschollenen geschnittenen Onyx, der das Haupt der Medusa zeigt. An der Echtheit, also der antiken Herkunft der Signatur besteht aufgrund der ungewöhnlichen Namensform, korrekt wäre griechisch ΕΔΥΣ, große Zweifel, die Signatur wird heute als nicht antik angesehen. Möglich ist, dass ein neuzeitlicher Gemmenschneider den Wert des Stückes vergrößern wollte und dabei vermutlich auf die Grabinschrift des Goldschmiedes Hedys aus Rom verweisen wollte. Ob dies eine bewusste Fälschung oder eine Nachahmung sein sollte, muss unklar bleiben.